# Largillay-Marsonnay
Largillay-Marsonnay – miejscowość i gmina we Francji, w regionie Burgundia-Franche-Comté, w departamencie Jura.
Według danych na rok 1990 gminę zamieszkiwało 121 osób, a gęstość zaludnienia wynosiła 17 osób/km² (wśród 1786 gmin Franche-Comté Largillay-Marsonnay plasuje się na 622. miejscu pod względem liczby ludności, natomiast pod względem powierzchni na miejscu 631.).